# Ostatnia ucieczka
Ostatnia ucieczka – amerykański kryminał z 1971 roku. Alternatywny polski tytuł Ostatni bieg.

## Główne role
- George C. Scott - Harry Garmes
- Tony Musante - Paul Rickard
- Trish Van Devere - Claudie Scherrer
- Colleen Dewhurst - Monique
- Aldo Sambrell - Miguel